# Яри сёги
Яри сёги (англ. Yari shogi, яп. 槍将棋) — вариант сёги на сёгибане 7×9.

## История
Изобретён в 1981 Кристианом Фрилингом из Голландии. Эта игра подчёркивает изначально присущий сёги диапазон направления вперед, давая большинству фигур возможность перемещаться ортогонально вперёд на любое количество свободных квадратов, как копьё. Противоположное верно для перевёрнутых фигур, которые могут двигаться назад с той же эффективностью.

## Фигуры
У каждого игрока есть набор из 14 клиновидных фигур немного отличающихся размеров. От самого большого к самому маленькому, согласно уменьшению мощности, таковые следующие:
- один генерал;
- две яри туры;
- два яри слона;
- два яри коня;
- семь пешек.

Таблица фигур:
| Фигура      | Кандзи     | Ромадзи           | Хирагана               | Значение                                  |
| ----------- | ---------- | ----------------- | ---------------------- | ----------------------------------------- |
| Генерал     | 将         | shō               | しょう                 | генерал                                   |
| Яри ладья   | 香飛[車]   | kyō hi[sha]       | きょうひ[しゃ]         | летающая колесница с благовониями         |
| Тура        | 飛[車]     | hi[sha]           | ひ[しゃ]               | летающая колесница                        |
| Яри слон    | 香角[行]   | kyō kaku[gyō]     | きょうかく[ぎょう]     | угловой ходок с благовониями              |
| Яри золото  | 成香角[行] | narikyō kaku[gyō] | なりきょうかく[ぎょう] | превращённый угловой ходок с благовониями |
| Яри конь    | 香桂[馬]   | kyō kei[ma]       | きょうけい[ま]         | лавровый конь с благовониями              |
| Яри золото  | 成香桂     | narikyō kei       | なりきょうけい         | превращённый лавровый конь с благовониями |
| Пешка       | 歩[兵]     | fu[hyō]           | ふ[ひょう]             | пехотинец                                 |
| Яри серебро | 香銀[将]   | kyō gin[shō]      | きょうきん[しょう]     | серебряный генерал с благовониями         |